# Lycosa tula
Lycosa tula là một loài nhện trong họ Lycosidae.
Loài này thuộc chi Lycosa. Lycosa tula được Embrik Strand miêu tả năm 1913.